# Camellia lungyaiensis
Camellia lungyaiensis là một loài thực vật có hoa trong họ Theaceae. Loài này được (Hu) Tuyama mô tả khoa học đầu tiên năm 1980.